# Свинець аномальний
Свинець аномальний – рудний Pb, ізотопний склад якого не відповідає ізотопному складу Pb певного геологічного віку, а збагачений радіогенними ізотопами. Зустрічається в районах з підвищеним кларком U і Th. За Виноградовим (1960), близько 19,3% рудного Pb має аномальний ізотопний склад, що головним чином пов’язано з відторгненням їх від різних порід або магм в різний час.